# ایالت لاتور
ایالت لاتور (به لاتین: Latjoor State) یک منطقهٔ مسکونی در سودان جنوبی است که در Nasir, South Sudan واقع شده‌است. ایالت لاتور ۵۳۴٬۴۴۰ نفر جمعیت دارد.